# Hans-Harald Bolt
Hans-Harald Bolt (* 2. Dezember 1960 in Köln; † 28. Juli 2021 in Salzburg, Österreich) war ein deutscher Ingenieurwissenschaftler. Er war seit 2008 Mitglied des Vorstandes des Forschungszentrums Jülich.
Von 1999 bis 2008 war Bolt wissenschaftliches Mitglied der Max-Planck-Gesellschaft und Direktor am Max-Planck-Institut für Plasmaphysik in Garching. Seit 2008 war er „Auswärtiges Wissenschaftliches Mitglied“ am MPI für Plasmaphysik.

## Leben
Harald Bolt studierte von 1980 bis 1985 in Aachen Maschinenbau. Er promovierte 1988 an der RWTH Aachen und 1990 an der Nagoya University, Japan.
Von 1986 bis 1988 war er Euratom-Gastwissenschaftler in Japan an den Universitäten Osaka und Nagoya sowie am Japan Atomic Energy Research Institute. Von 1988 bis 1990 war er am Max-Planck-Institut für Plasmaphysik in der Planungsgruppe für die nächste europäische Fusionsanlagesowie für ITER tätig. 1990 bis 1992 lehrte und forschte er als Associate Professor an der University of Tokyo auf dem Gebiet der Plasma-Material-Wechselwirkung. Von 1992 bis 1998 leitete er im Forschungszentrum Jülich eine Arbeitsgruppe für Plasmatechnologie. 1994 wurde er mit dem Gerhard-Hess-Preis der DFG ausgezeichnet. Im Jahr 1995 erhielt er von der Bergischen Universität Wuppertal die Berufung zum Professor (C3) und lehrt seit 1999 als Honorarprofessor an der Technischen Universität München. 2013 wurde er zum Mitglied der Berlin-Brandenburgischen Akademie der Wissenschaften gewählt.
Seit 2020 war er Vorsitzender des Hochschulrats der FH Aachen.
Seine wissenschaftliche Forschung betrieb Harald Bolt auf dem Gebiet der Materialforschung. Er entwickelte u. a. Werkstoffe und Beschichtungen, die in Fusionsanlagen wie ITER das heiße Plasma einschließen helfen und untersuchte die Wechselwirkung dieser Materialien mit dem Fusionsplasma. Im 6. Rahmenprogramm der Europäischen Union koordinierte er eines der größten Forschungsprojekte auf dem Materialsektor, das EU-Projekt ExtreMat (New Materials for Extreme Environments).
Seit 1981 war er Mitglied der katholischen Studentenverbindung KDStV Franconia Aachen.